# Manly Lagoon
Manly Lagoon är en lagun i Australien. Den ligger i delstaten New South Wales, i den sydöstra delen av landet, omkring 11 kilometer nordost om delstatshuvudstaden Sydney. Genomsnittlig årsnederbörd är 1 380 millimeter. Den regnigaste månaden är februari, med i genomsnitt 200 mm nederbörd, och den torraste är juli, med 36 mm nederbörd.